# My Only Heart of Lion
My Only Heart of Lion – album akustyczny zespołu NoNe. Jest to zapis koncertu akustycznego, który zespół NoNe zagrał ku pamięci Aleksandra „Olassa” Mendyka, byłego członka NoNe i gitarzysty Acid Drinkers oraz Flapjacka. Koncert odbył się 7 lutego 2009 roku, w bydgoskim klubie Mózg, w dniu w którym Olass skończyłby 30 lat. Zespół zaprosił wielu przyjaciół do wspólnego występu i zaprezentował w większości utwory pochodzące z pierwszych trzech płyt, nagranych wspólnie z Mendykiem. Oprócz koncertu na krążku DVD znajduje się galeria ze zdjęciami, pochodzącymi z tego wydarzenia. Dołączona jest też płyta audio z zapisem koncertu.

## Lista utworów
1. Burning Land – 4:11
2. Pener Tribe – 4:52
3. I Can’t – 5:18
4. Hurt (cover Nine Inch Nails) – 4:32
5. Hard On My Way – 5:06
6. Get Into My Mind – 5:03
7. Mask – 5:13
8. Wish You Were Here (cover Pink Floyd) – 5:29
9. Back To The Roots – 8:12
10. In Atmosphere – 7:26
11. I Miss You (cover Incubus) – 3:16
12. Angel’s Son (cover Sevendust) – 5:11
13. Nothing Will Be The Same – 9:22

## Twórcy albumu
| - Bartosz „Chupa” Zawadzki – wokal - Rafał „Metokles” Janas – gitara klasyczna - Bartek „Bartass” Dębicki – gitara klasyczna - Michał „Mihau” Kaleciński – gitara basowa - Tomasz „Demolka” Molka – perkusja | Goście - Marta Lutrzykowska – altówka - Magda Koronka – skrzypce - Bartek Wawrzyniak (z zespołu Freak) – gitary - Ania Gasiul – wokal w „Hurt” i „Angel’s Son” - Tytus (Kamasutra) – wokal w „Angel’s Son” - Lonix (Freak) – wokal w „Wish You Were Here” i „Back To The Roots” - Gosia Kunc – wokal w „I Miss You” - Max (Chainsaw) – wokal w „In Atmosphere” |